# Competencias técnicas
Competencias técnicas es un término acuñado en 1955 por Robert L. Katz en la Escuela de negocios Harvard, y hace referencia a las competencias asociadas al uso de herramientas y técnicas que el asalariado domina y que son necesarias para ejercer su trabajo. Pueden haber sido adquiridas por diversos medios: experiencia, formación inicial o continua.  Se trata de una colección de métodos sistemáticos para la gestión de procesos de aplicación de conocimientos, extender el rango de actividades humanas y producir bienes y servicios.
A diferencia de las competencias genéricas, las competencias técnicas (también llamadas competencias específicas, habilidades técnicas, habilidades duras o competencias duras) son las referidas a las habilidades específicas implicadas en el correcto desempeño de puestos de un área técnica o de una función determinada, y que suponen, por lo general, la puesta en práctica de conocimientos técnicos y específicos muy ligados al éxito de la ejecución técnica del puesto. Por tanto, el listado de competencias técnicas de, por ejemplo, un maquinista de ferrocarril, será diferente del listado necesario para un operario de mantenimiento de una central nuclear.
En términos de competencias asociadas al gerente, corresponde a todo lo inherente a lo mecánico de las funciones del cargo que se ocupa en la organización. Cuando estas competencias se ligan a una actividad, constan de lo siguiente:
- Familiaridad con la historia del oficio.
- Conocimiento de la estructura del sector de actividad.
- Conocimiento del desarrollo actualizado del sector.
- Capacidad para analizar las operaciones y las estrategias de los competidores.
- Conocimiento de los actores clave y de las alianzas del sector.
- Capacidad para formar alianzas con otras empresas del sector.

## Competencias técnicas en el ámbito laboral
Las competencias son esas habilidades que vamos adoptando a lo largo de nuestra vida, cada día aprendemos algo que contribuyen al enriquecimiento de estas mismas.
Ahora bien, las competencias técnicas también llamadas hard skills, por su acepción en inglés, son aquellas que corresponden a una profesión u oficio, las cuales apoyan al conocimiento personal, al desarrollo profesional y laboral, con una formación competente y capaz de utilizar determinadas herramientas para el cumplimiento de las actividades específicas del cargo. 
Estas son la referencia de los conocimientos teóricos y técnicos específicos necesarios para desarrollar una determinada actividad laboral, cambian en función a la ocupación o puesto de trabajo, ya que cada una requiere conocimientos destrezas y habilidades diferentes.
En épocas tan competitivas, cuando las empresas buscan reclutar personal para ocupar los puestos disponibles, buscan a los perfiles más adecuados. que cumplan con las habilidades que se requieren para conllevar las actividades que demanda el puesto.
Existen una gran variedad de competencias técnicas que sean de gran utilidad y gran ventaja para los profesionistas, un ejemplo de estas habilidades son las siguientes:
1. Conocimiento de informática básico (herramientas Office).
2. Título o formación específica para un puesto de trabajo concreto.
3. Manejo de contabilidad.
4. Conocimientos en transcripción y taquigrafía.
5. Técnicas de redacción persuasiva.
6. Conocimientos básicos de regulación del sector.
7. Manejo de herramientas digitales.
8. Uso de software para posicionamiento web.
9. Dominio de idiomas.

Es importante tener en cuenta que, al inicio de la etapa laboral, se volverán más las habilidades técnicas que revelen todos los conocimientos adquiridos durante la etapa universitaria.